# 기사 (저널리즘)

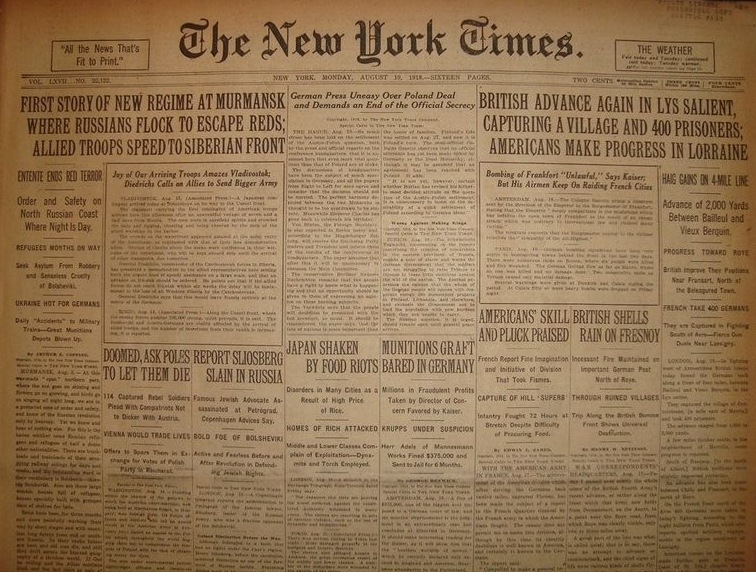

기사(記事)는 뉴스를 전달하는 글이다. 주로 육하원칙이 요구하는 내용을 담고 있다.
짧은 길이의 기사(정보 제공에 주목한)는 주로 스트레이트 기사(straight articles)로 부르고 긴 길이의 기사 (사건에 대한 심층 탐구에 주목한)를 피처 기사(feature articles)로 부른다. 주제목(headline), 부제목(subhead), 리드(lead), 본문(body)으로 이루어져 있다.

## 내용
뉴스 기사는 뉴스 가치에 의해 선택된 사실을 기술한 글로서 육하원칙이 요구하는 내용을 서술한다. 기자 자신의 주관을 배제하고 객관적으로 작성하는 것이 원칙이다. 기자 자신의 주관은 오피니언에서 서술한다. 또한 뉴스 기사의 내용은 정확하고 분명하여야 하며, 전체의 일부만을 강조하거나 편파적이지 않아야 한다.

## 구조
제목
제목에는 여러 가지 형태가 있으며, 제목을 정하는 편집 기자의 창의력이 요구된다. 주로 제목은 주제목(헤드라인, headline), 부제목(subhead)으로 구성되나 기사 내용에 따라 주제목, 부제목, 소제목으로 구성되는 경우도 있다.
리드
리드(lead)는 기사의 첫 부분이다. 리드는 기사에 대한 독자의 흥미를 유발하는 역할을 하며 주로 스트레이트 기사에서 가장 중요한 사실을 포함하거나 기사의 전체 내용을 요약한다.
본문
본문(body)은 리드의 뒷부분이다. 리드에서 설명된 내용을 구체화하거나 리드에서 미처 설명하지 못한 부분을 서술한다.

## 형태
역피라미드형
리드에 가장 중요한 내용을 작성하고, 그 다음 부분에서 리드의 내용을 구체적으로 설명하는 방식이다. 주로 스트레이트 기사에서 사용된다.
피라미드형
사건의 발생한 순서대로 작성하는 방식이다. 주로 피처 기사에서 사용된다.
혼합형
중요한 사실을 리드에 제시하고 나머지 내용은 사건이 발생한 순서대로 서술하는 방식이다.

## 같이 보기
- 학술 출판
- 전자 저널